# Love The Way You Are
Love The Way You Are (chino: 身为一个胖子, pinyin: Shen wei yi ge pang zi) es una serie de televisión taiwanesa transmitida del 18 de diciembre del 2019 hasta el 15 de enero del 2020 a través de Mango TV.
La serie está basada en el libro Wo Yu Shi Jie Zhi Cha Le Yi Ge Ni (我与世界只差一个你) de Zhang Haochen.

## Sinopsis
Como estudiante, Zhen Yuanyuan fue una joven regordeta que estaba enamorada en secreto de su compañero Yuan Dongshen sin saber que en realidad él ya estaba enamorado de ella, pero debido a algunos malentendidos se separaron. 
Muchos años después se reencuentran, Yuanyuan ahora es una hermosa y delgada joven que trabaja como modelo de moda bajo el nombre artístico de «Eva», mientras que Dongshen es un exitoso empresario y chef. Juntos iniciarán un viaje increíblemente milagroso de amor, aceptación y perdón.

## Reparto

### Personajes principales[4]
| Actor             | Personaje           | Episodios | Notas |
| ----------------- | ------------------- | --------- | --- |
| Derek Chang       | Yuan Dongshen       | 24        | Es el presidente y Chef de "Light Catering Group". Es un joven chef de primer nivel, guapo, alto y elegante que esconde un gran secreto: no puede percibir los sabores debido a un problema emocional. Cuando se reencuentra con su primer amor Yuanyuan, hace cuanto puede para recuperarla y a lo largo del proceso, ella lo ayuda a recuperar su habilidad para percibir los sabores. Aunque al inicio Eva le dice que no es Zhen Yuanyuan, Dondshen descubre la verdad y la ayuda. Más tarde la pareja finalmente se casa. |
| Qi Yandi (戚砚笛) | Zhen Yuanyuan / Eva | 24        | Eva es una joven modelo esbelta y hermosa, en la actualidad nadie sabe que en el pasado fue una joven regordeta, que sufrió de bullying. Tras haber conseguido perder peso sometiéndose a enormes sesiones de ejercicio y dietas, logra convertirse en una estrella en la industria de la moda, pero sufre una extraña enfermedad: su cuerpo puede engordar y adelgazar repentinamente. Debido a eso Yuanyuan siempre tiene mucho cuidado con lo que come, pero es una amante de la comida. El único que conoce su secreto es su mejor amigo Xiao Nan. Al principio cuando se reencuentra con su primer amor, Yuan Dongshen, quiere vengarse de él, ya que erróneamente cree que él fue responsable de un momento incómodo que pasó en la escuela. Pero después de que hayan aclarado las cosas, ambos dan inicio a una relación. |

### Personajes secundarios
| Actor                 | Personaje | Nº de episodios | Notas |
| --------------------- | --------- | --------------- | --- |
| Ma Mengwei (马德丫)   | Luo Yiren | -               | Es la mano derecha de Yuan Dongshen, así como la gerente de la compañía "Light Catering Group". Es una mujer trabajadora y propia que no se da la oportunidad de disfrutar la vida, sin embargo todo cambia cuando conoce y se enamora de Xiao Nan. |
| Qiu Baihao (邱柏皓)   | Xiao Nan  | -               | Es el mejor amigo de Zhen Yuanyuan y el CEO de la agencia de modelos que la maneja. Aunque es un hombre gentil y cordial, es considerado un don juan, sin embargo cuando conoce a Luo Yiren se enamora profundamente de ella. Cuando era joven estudió con Yuan Dongshen y Yuanyuan. Él y Dongshen, son los únicos que conocen el secreto de Yuanyuan, a quien protegen de todos los que quieran lastimarla. |
| Zhang Haojin (张昊玥) | Rebecca   | -               | Es una atractiva supermodelo. Es celosa y vengativa, y hace lo que sea por desprestigiar a Zhen Yuanyuan, ya que está enamorada de Yuan Dongshen, pero él no le corresponde. Sin embargo más tarde se hace amiga de Yuanyuan, cuando ella la ayuda con su hija y cambia su forma de ser. Estuvo casada y tuvo una hija, sin embargo su esposo falleció. |
| Xiao Ran (肖燃)       | Ni Hao    | -               | Es uno de los empleados bajo el mando de Yuan Dongshen en "Light Catering Group", quien siempre es capaz de hacer frente a todas las demandas irracionales y contundentes de su jefe. Aunque parece alegre, vivaz, torpe, nervioso e inocente, en realidad esconde la verdadera razón por la cual entró a trabajar con Dongshen: vengarse de él, ya que cree que su padre fue responsable de la muerte de su padre. Sin embargo más tarde luego de que la verdad es descubierta, continúa trabajando y siendo amigo de Dongshen. |

### Otros personajes
| Actor                  | Personaje  | Nº de episodios | Notas |
| ---------------------- | ---------- | --------------- | --- |
| -                      | Huang Wu   | -               | Es la madre de Yuan Dongshen. Más tarde descubre que su esposo fue el responsable de la explosión que causó su propia muerte, la muerte del padre de Ni Hao y que dejó atrapados a Yuan Dongshen y Zhen Yuanyuan. |
| -                      | Xiao Gu    | -               | Es el tío de Yuan Dongshen. |
| Zhang Fuzheng (张福正) | -          | -               | |
| -                      | Jason Wang | -               | Es el benefactor de Eva en el modelaje. |
| -                      | Mr. Yuan   | -               | Es el padre de Yuan Dongshen. Debido a una deuda decide quitarse la vida. |
| -                      | Wei Zhong  | -               | Es un ladrón que muere durante la explosión ocasionada por el padre de Dongshen. |
| -                      | Señora Yao | -               | |

## Episodios
La serie estuvo conformada por 24 episodios, los cuales fueron emitidos todos los miércoles y jueves (2 episodios).

### Música
El OST de la serie está conformado por 5 canciones:
| No. | Intérprete          | Canción           | Letra                | Compositor   | Notas               |
| --- | ------------------- | ----------------- | -------------------- | ------------ | ------------------- |
| 1   | Claire Kuo (郭静)   | «Colorful»        | 萨吉SajI@D-Jin Music | Hwang Yongju | (canción inicial)   |
| 2   | Jason Hong (简弘亦) | «上天安排»        | 林乔                 | 都智文       | (canción de cierre) |
| 3   | Jin Wenqi (金玟岐)  | «爱是沉默»        | 林乔                 | 李相俊       |                     |
| 4   | Yu Tian (于湉)      | «You Are the One» | 萨吉SajI@D-Jin Music | 金大洲D-Jin  |                     |
| 5   | Qi Yandi (戚砚笛)   | «So in Love»      | 萨吉SajI@D-Jin Music | Soyeun Lee   |                     |

## Producción
La serie está basada en el libro «Wo Yu Shi Jie Zhi Cha Le Yi Ge Ni» (我与世界只差一个你) de Zhang Haochen.
Fue producida por Blueport Pictures, mientras que la dirección estuvo en manos de Xu Peishan (许珮珊) y el guion por Xing Yiran (邢翊然).